# Peter Hadfield
Peter Robert Hadfield (* 21. Januar 1955) ist ein ehemaliger australischer Leichtathlet, der zweimal im Zehnkampf an Olympischen Spielen teilnahm. Bei den Commonwealth Games gewann er eine Silbermedaille. 
Bei den Commonwealth Games 1978 in Edmonton fand der Zehnkampf am 7. und 8. August statt. Hadfield wurde mit 7623 Punkten (7561) Zweiter, lag dabei allerdings 844 Punkte hinter dem Engländer Daley Thompson. 1980 belegte Hadfield bei den Olympischen Spielen in Moskau mit 7709 Punkten (7658) den 13. Platz. 1982 konnte Hadfield bei den Commonwealth Games in Brisbane nicht an den Erfolg von Edmonton anknüpfen, mit 7511 Punkten (7446) belegte er den vierten Platz. Bei den Olympischen Spielen 1984 in Los Angeles erreichte er mit 7683 Punkten (7663) den 14. Platz.
Bei australischen Landesmeisterschaften gewann Hadfield von 1976 bis 1985 neun Mal den Titel, lediglich in der Saison 1977/78 nahm er nicht an der Meisterschaft teil.
Hadfields Wettkampfgewicht betrug 87 kg bei einer Körpergröße von 1,88 m. Nach seiner Karriere war Hadfield als Fernseh- und Radiokommentator tätig.